# كاثرين شيندل
كاثرين ريني «كيت» شيندل (بالإنجليزية: Katherine Shindle)‏ (من مواليد 31 يناير 1977) حاملة لقب ملكة جمال المتوجة بمسابقة ملكة جمال أمريكا 1998، ملكة جمال إلينوي 1997، هي ممثلة أمريكية، مغنية، راقصة، وناشطة في مجال الإيدز. وهي مؤلفة مذكرات «أن تكون ملكة جمال أمريكا»، التي نشرتها مطبعة جامعة تكساس. تعمل حاليًا كرئيسة لجمعية الإنصاف للممثلين، وانتخبت في عام 2015.

## نشأتها
وُلدت كيت شيندل في إيفانستون، وتخرجت في عام 1999 من كلية الاتصال بجامعة نورث وسترن مع تخصص في المسرح. شملت الجوائز التي حصلت عليها الفوز بجائزة WAA-MU Outstanding Contribution مع أدائها الصاخب لأغنية «لا تمطر على موكلي». في 13 سبتمبر 1997، توج شندل ملكة جمال أمريكا. كان برنامجها خلال فترة حكمها هو التثقيف والدعوة في مجال الإيدز، وهو مجال قامت فيه بعمل تطوعي لعدة سنوات، والذي أخذها في نهاية المطاف كجهة مناقشة ومديرة في المؤتمر العالمي الثاني عشر لمكافحة الإيدز في جنيف، سويسرا. بعد مغادرتها Northwestern ، تابعت Shindle بنجاح مهنة مسرحية في نيويورك، حيث شملت أدوارها في برودواي Sally Bowles في Cabaret. كانت أيضًا مراسلة خاصة لـ NBC'S Today ، وظهرت في الأفلام، وأعدت عددًا من التسجيلات، وشاركت في أحداث الاستفادة من الإيدز.

## روابط خارجية
- كاثرين شيندل على موقع IMDb (الإنجليزية)
- كاثرين شيندل على موقع قاعدة بيانات برودواي على الإنترنت (الإنجليزية)
- كاثرين شيندل على موقع قاعدة بيانات الفيلم (الإنجليزية)
- كاثرين شيندل على موقع كينوبويسك (الروسية)